# La lega

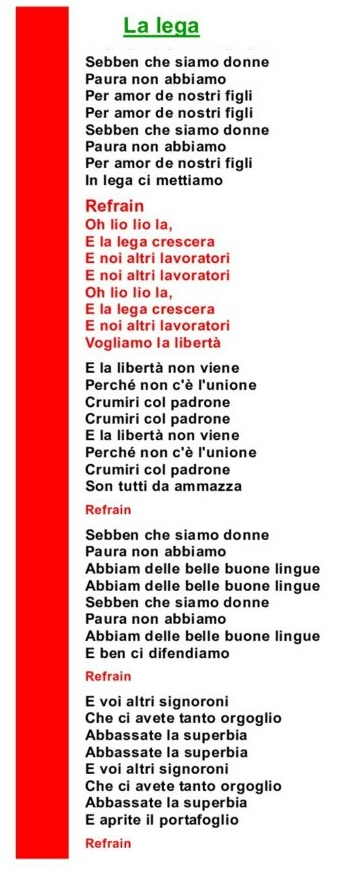
Paroles de la chanson.

La lega est une chanson de lutte italienne originaire de la région de Padoue ; elle était chantée par les mondine, les repiqueuses de riz de la plaine du Pô. Elle est le symbole des révoltes des ouvriers agricoles contre les patrons à la fin du XIXe siècle, au moment où ont commencé à se fonder les ligues socialistes.
On peut l'entendre dans le film 1900 de Bernardo Bertolucci quand les paysannes sous la conduite d'Anna, la femme d'Olmo, manifestent contre l'expulsion des fermiers qui n'ont pas pu régler leur loyer aux riches propriétaires. Elle est également fredonnée par les frères Ribero dans la deuxième partie du téléfilm L'École du pouvoir, de Raoul Peck, et chantée par trois jeunes femmes dans le film documentaire Alors. Heureux.se.s ? (2019) de Marine Guizy.
| Texte italien La lega | Traduction littérale La Ligue |
| --- | --- |
| Sebben che siamo donne paura non abbiamo per amor dei nostri figli sebben che siamo donne paura non abbiamo per amor dei nostri figli in lega ci mettiamo A oilì oilì oilà e la lega la crescerà e noialtri socialisti a oilì oilì oilà e la lega la crescerà e noialtri socialisti vogliamo la libertà E la libertà non viene perché non c'è l'unione crumiri col padrone e la libertà non viene perché non c'è l'unione crumiri col padrone son tutti da ammazzar A oilì oilì oilà e la lega la crescerà e noialtri lavoratori a oilì oilì oilà e la lega la crescerà e noialtri socialisti vogliamo la libertà Sebben che siamo donne paura non abbiamo abbiamo delle belle buone lingue sebben che siamo donne paura non abbiamo abbiamo delle belle buone lingue e ben ci difendiamo A oilì oilì oilà e la lega la crescerà e noialtri lavoratori a oilì oilì oilà e la lega la crescerà e noialtri socialisti vogliamo la libertà E voialtri signoroni che ci avete tanto orgoglio abbassate la superbia e voialtri signoroni che ci avete tanto orgoglio abbassate la superbia e aprite il portafoglio A oilì oilì oilà e la lega la crescerà e noialtri lavoratori a oilì oilì oilà e la lega la crescerà e noialtri lavoratori i vuruma vèss pagà | Bien que nous soyons des femmes Nous n'avons pas peur Pour l'amour de nos enfants Bien que nous soyons des femmes Nous n'avons pas peur Pour l'amour de nos enfants En ligue nous nous mettons A oilì oilì oilà Et la ligue grandira Et nous autres socialistes Et nous autres socialistes A oilì oilì oilà Et la ligue grandira Et nous-autres socialistes Nous voulons la liberté Et la liberté n'arrive pas Parce qu'il n'y a pas d'union Les jaunes avec le patron Et la liberté n'arrive pas Parce qu'il n'y a pas d'union Les jaunes avec le patron Sont tous à tuer A oilì oilì oilà Et la ligue grandira Et nous autres travailleuses Et nous autres travailleuses A oilì oilì oilà Et la ligue grandira Et nous-autres socialistes Nous voulons la liberté Bien que nous soyons des femmes Nous n'avons pas peur Nous avons de belles et bonnes langues Bien que nous soyons des femmes Nous n'avons pas peur Nous avons de belles et bonnes langues Et nous nous défendons bien A oilì oilì oilà Et la ligue grandira Et nous autres travailleuses Et nous autres travailleuses A oilì oilì oilà Et la ligue grandira Et nous-autres socialistes Nous voulons la liberté Et vous autres beaux messieurs Qui avez tant d'orgueil Rabaissez votre superbe Et vous autres beaux messieurs Qui avez tant d'orgueil Rabaissez votre superbe Et ouvrez votre portefeuille A oilì oilì oilà Et la ligue grandira Et nous autres travailleuses A oilì oilì oilà Et la ligue grandira Et nous-autres travailleuses Nous voulons être payées |

## Source
- (it) Cet article est partiellement ou en totalité issu de l’article de Wikisource en italien intitulé « La lega » (voir la liste des auteurs).